# Psychotria mesentericarpa
Psychotria mesentericarpa är en måreväxtart som beskrevs av John Gilbert Baker. Psychotria mesentericarpa ingår i släktet Psychotria och familjen måreväxter. Inga underarter finns listade i Catalogue of Life.